# 제프리 C. 알렉산더
제프리 찰스 알렉산더(Jeffrey Charles Alexander, 1947년 ~ )는 미국 사회학자 이며 세계 최고의 사회 이론가 중 한 사람이다. 그는 그가 "강력한 프로그램"이라고 부르는 문화 사회학 학교의 창립 인물이다.
그는 1947년 5월 30일 위스콘신 주 밀워키에서 태어났다. 알렉산더는 그의 얻은 예술의 학사 의 학위를 하버드 대학을 1969 년에 그의 철학 박사로부터도 캘리포니아 버클리 대학은, 1978 년  알렉산더는 몇몇 학생들 중 하나가 어떤받은 아니었다 버클리 입학 시 재정 지원. 그는 원래 마르크스주의 사회학에 관심이 있었고 Fred Block 의 연구와 Socialist Revolution 저널에서 토론했지만 민주적 사회주의자로 발전한 후 자유주의적 입장을 떠났다.
나중에 그는 Neil Smelser, Robert N. Bellah 및 Leo Lowenthal과 함께 일했다. 그들 각각은 그의 논문 위원회에 있었고 위원장은 Talcott Parsons의 전 학생인 Bellah였다. 알렉산더의 논문인 Theoretical Logic in Sociology는 4권으로 출판되었다. 1권은 실증주의, 전제, 현재의 논쟁, 2권 은 고전 사상의 대립: 마르크스와 뒤르켐, 3권 은 이론적 종합의 고전적 시도: 막스 베버, 4권 은 고전 사상의 현대적 재구성: 탈콧 파슨스 . 당시 많은 이론가들이 10년에 걸친 비판 끝에 파슨스를 부활시키려 했고 알렉산더의 사회학 이론 논리 가 이 부흥의 일부였다.
그는 1974년부터 로스앤젤레스의 캘리포니아 대학교에서 근무했으며 2001년 예일 대학교에 합류하여 (2008년 현재) Lillian Chavenson Saden 사회학 교수이자 문화 사회학 센터의 공동 소장이다.
알렉산더는 10권의 책을 저술하거나 공동 저술했다. 그는 사회학 이론 저널의 편집자 중 한 명이었고 현재 미국 문화 사회학 저널의 공동 편집자이다.
사회학에서 신기능주의는 신기능주의를 5가지 중심 경향이 있는 것으로 보는 Jeffrey C. 알렉산더 의 Talcott Parsons 사상의 부활을 나타낸다.
- 다차원적이며 미시적 수준과 거시적 수준의 분석을 포함하는 기능주의 형태를 만드는 것
- 기능주의를 좌로 밀고 현대성에 대한 파슨스의 낙관론을 거부하기 위해
- 기능 분석에서 암묵적인 민주주의를 주장하기 위해
- 갈등 지향을 통합하고,
- 불확실성과 상호작용적 창의성을 강조하기 위해.

Parsons는 지속적으로 배우를 분석적 개념으로 보았지만 알렉산더는 행동을 시간과 공간을 통해 나아가는 구체적이고 살아 있고 호흡하는 사람의 움직임으로 정의한다. 또한 그는 모든 행동이 자유 의지의 차원을 포함하고 있다고 주장하며 , 이를 통해 상징적 상호작용주의의 일부를 포함하도록 기능주의를 확장하고 있다.
1980년대 후반부터 알렉산더의 작업은 문화 사회학으로 바뀌었다. 이 문화적 전환의 핵심은 Parsonian 구조적 기능주의에 대한 참여에서 문화 체계에 대한 강한 관심을 특징으로 하는 Emile Durkheim의 후기 작품을 다시 읽는 쪽으로 강조점을 전환한 것이다. Durkheim의 종교 생활의 기본 형태는 알렉산더의 사상의 핵심이었다. 이 작업에서 Durkheim은 결속을 유지하고 사회의 규범과 가치를 회중에게 되풀이하는 의식의 역할뿐만 아니라 집단적 표상이 출현하고 기능하는 방식을 분석한다. 알렉산더는 부족 사회에서 관찰되는 종교적 과정이 현대 사회와 마찬가지로 적절하다는 Durkheim의 제안을 구체적으로 받아들이다. 현대 사회가 스스로를 합리적이고 세속적이라고 믿든 간에, 그들의 시민 생활과 과정은 집단적 표현, 강한 감정적 유대, 부족 사회와 마찬가지로 사회가 믿는 바를 사회에 알리는 다양한 내러티브에 의해 뒷받침된다고 알렉산더는 주장한다.